# Иемятъяха
Иемятъяха (устар. Иемят-Яха)— река в России, протекает в Пуровском районе Ямало-Ненецкого автономного округа. Начинается в озере Иемятто, зеркало которого расположено на высоте 96,4 метра над уровнем моря. Течёт в южном направлении по болотистой местности. Устье реки находится в 508 км по левому берегу реки Пякупур на высоте 79,9 метра над уровнем моря. Длина реки составляет 17 км.

## Данные водного реестра
По данным государственного водного реестра России относится к Нижнеобскому бассейновому округу, водохозяйственный участок реки — Пур. Речной бассейн реки — Пур.
Код объекта в государственном водном реестре — 15040000112115300055134.